# Gustaf Benedicks
Gustaf Benedicks, i riksdagen kallad Benedicks i Gysinge, född 18 april 1848 i Klara församling, Stockholm, död 25 november 1918 i Oscars församling, Stockholms stad, var en svensk bruksägare och riksdagspolitiker. Han var sonson till Michael Benedicks.
Efter studier vid Ultuna lantbruksinstitut och bergverk i Tyskland och Falun blev han förvaltare vid Gysinge 1871. Från 1873 till 1903 var han dess disponent. Under hans ledning gick Gysinge kraftigt framåt.
Han var ledamot av Gävleborgs läns landsting i 25 år och ledamot av riksdagens första kammare mellan 1892 och 1909 för Västmanlands län. Han stod för konservatism.